# V525 Возничего
V525 Возничего (лат. V525 Aurigae) — одиночная переменная звезда в созвездии Возничего на расстоянии (вычисленном из значения параллакса) приблизительно 13602 световых лет (около 4170 парсеков) от Солнца. Видимая звёздная величина звезды — от +12,9m до +9,5m.

## Характеристики
V525 Возничего — красная пульсирующая переменная звезда, мирида (M) спектрального класса M8. Эффективная температура — около 3282 K.